# 日産・FF-Lプラットフォーム
日産・FF-Lプラットフォームとは、日産自動車の中大型FF車用のプラットフォームの名称である。日産・Dプラットフォームが後継プラットフォームである。
なお、FF-Lは大型FF車 (FF-Large) を表している。

## 搭載車種
- アルティマ (L31)
- ムラーノ (Z50)
- マキシマ (A34)
- ティアナ (J31)
- ルノーサムスン・SM5 (A34R)
- ルノーサムスン・SM7
- プレサージュ (U31)
- クエスト (V42)